# Serenje (Distrikt)

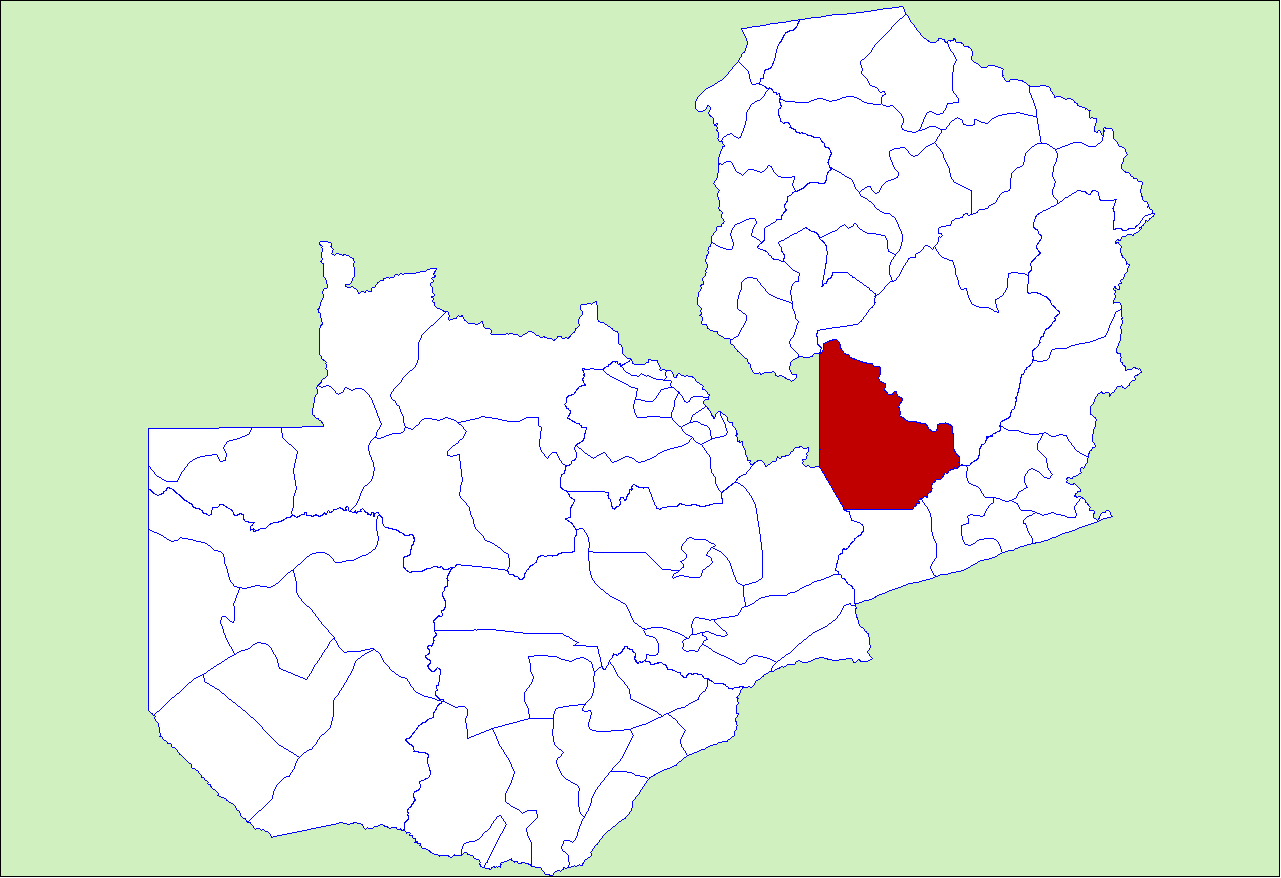
Ehemalige Ausdehnung des Distriktes bis 2012

Serenje ist einer von elf Distrikten in der Zentralprovinz in Sambia. Er hat eine Fläche von 11.455 km² und es leben 158.190 Menschen in ihm (2022). Von ihm wurde 2012 der Distrikt Chitambo abgespaltet. Hauptstadt ist Serenje.

## Geografie
Der Distrikt befindet etwa 250 Kilometer nordöstlich von Lusaka. Er liegt im Südwesten auf etwa 1500 m und fällt nach Norden auf etwa 1200 m Richtung Bangweulusee, und nach Südosten, ins Tal des Luangwa, auf etwa 470 m ab. Einen Teil der Nordgrenze, im Kasanka-Nationalpark, wird vom Luwombwa und seinem Nebenfluss Mulembo gebildet. Die Südostgrenze bildet der Lunangwa und die Südwestgrenze der Mulembo.
Der Distrikt grenzt im Norden an den Distrikt Chitambo, im Süden an Lusangazi und Nyimba, im Südwesten an Mkushi, und im Westen an Haut-Katanga in der Demokratischen Republik Kongo.